# 緒形拳
緒形 拳（おがた けん、1937年〈昭和12年〉7月20日 - 2008年〈平成20年〉10月5日）は、日本の俳優。旧芸名および本名は緒形 明伸（おがた あきのぶ）。趣味は絵手紙と水墨画。
東京府東京市牛込区（現・東京都新宿区）出身、千葉県千葉市育ち。長男は緒形幹太、次男は緒形直人で共に俳優。義理の娘（直人の妻）に女優の仙道敦子、孫に緒形敦（直人の息子）がいる。

## 来歴

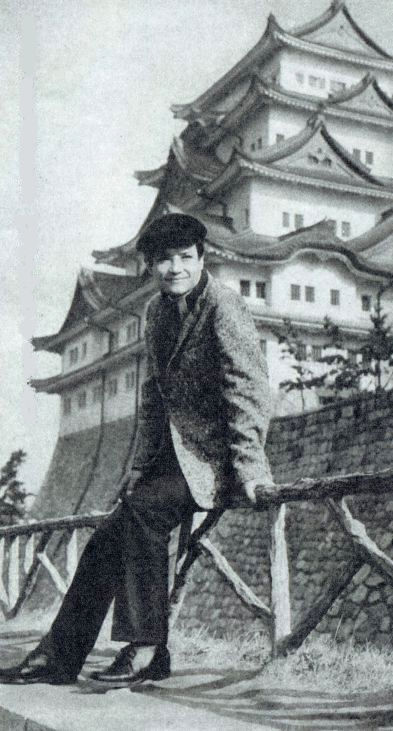
集英社『週刊明星』1月17日号（1965）より

1937年7月20日（火曜日）、東京府東京市牛込区で生まれる。太平洋戦争中、空襲で牛込の家が焼かれたため、小学校2年生の時に千葉県千葉市登戸町（現・中央区登戸）に一家で疎開したという。中学まで千葉で過ごし、その後東京へ戻った。
1957年に東京都立竹早高等学校を卒業。憧れていた新国劇の二大看板俳優の1人、辰巳柳太郎の弟子になるべく、翌1958年に新国劇に入団し、辰巳の付き人となる。1960年、新国劇のもう1人の看板俳優、島田正吾に見出され、『遠い一つの道』で主人公のボクサー役に抜擢された。作品は映画化され、映画デビューも果たす。
1965年、NHKのディレクター吉田直哉により大河ドラマ『太閤記』の主役に抜擢され、新国劇の活動も兼務して1年活動した。引き続き1966年の大河ドラマ『源義経』に武蔵坊弁慶役で出演し、2年続けて大河に出演する稀有な活動をし、その後も数々の大河ドラマに出演し、常連俳優の1人として活躍した。同年、新国劇所属の女優・高倉典江と結婚。1968年、新国劇を退団。映画・テレビドラマに活躍の場を移した。テレビ時代劇『必殺仕掛人』の藤枝梅安を演じて多くのファンを得て映画化もされ、『必殺必中仕事屋稼業』『必殺からくり人』にも出演した。
1978年に公開された映画『鬼畜』に主演し、数々の男優賞を受賞する。その後も1979年に『復讐するは我にあり』、1983年に『楢山節考』に主演した。合間に出演した1981年の映画『魔界転生』では、宮本武蔵に扮して柳生十兵衛（千葉真一）と激闘を演じ、新国劇で培った殺陣を披露している。1999年、池端俊策監督の『あつもの』で「フランス・ベノデ映画祭グランプリ」を受ける。
2000年、紫綬褒章を受章。同年に山﨑努も受章している。
2008年10月4日、自宅で体調が急変。栃木県下都賀郡壬生町の獨協医科大学病院に運ばれて肝臓破裂の緊急手術を受けるが、翌10月5日の午後11時53分、肝癌により死去した。緒形の最期は家族と長年の友人であった津川雅彦が看取った。緒形は津川に「お前、身体大事にしろよ!良い映画沢山創ってくれよな!治ったら、鰻食いに行こうな!白焼きをな!」と冗談を交えつつ医者に危篤を宣言されている患者とは思えないような明るい口調で語ったという。しかしそれが緒形が残した最期の言葉となり、4時間後に帰らぬ人となった。津川はブログで「最期は歌舞伎役者のように虚空を睨み付けるように静かに静かに息を引き取った!苦しむ様子も無く名優らしくカッコいい!立派な最後だった!俺もあんな死に方したいと本気で思えた!」と綴っている。71歳没。葬儀・告別式は10月7日に新宿区の大日本獅子吼会本堂で営まれた。戒名は天照院普遍日拳居士。
最後の出演作は、ドラマ『風のガーデン』（フジテレビ系テレビドラマ）となり、死去5日前の9月30日には作品の制作発表にも出席していた。また、最後の出演CMとなったエプソン「カラリオ」シリーズの放映が10月1日から開始されたが、死去にともない休止された（その後、エプソンの公式サイトにて期間限定公開された。後述）。劇場映画で最後の作品となったのは、妖怪総大将ぬらりひょんを演じた2008年7月公開の『ゲゲゲの鬼太郎 千年呪い歌』である。
息子の緒形幹太・直人兄弟が葬儀の後プレスインタビューに応え、緒形は2000年頃から慢性肝炎を患い、肝硬変を経て2003年から2004年頃に肝癌に至り、適切な内科的手術を受け投薬治療や食事療法を受けながら、病を隠して俳優活動を続けていたこと、また2007年暮れには腰椎圧迫骨折の大怪我を負っていたことなどが明かされた。
死後の10月31日、日本政府は長年の演劇界への貢献を多とし、緒形に旭日小綬章を授与することを閣議決定した。

## 人物・逸話

### 役者になるきっかけ
1937年に男ばかりの5人兄弟の四男として生まれる。終戦後緒形の父は定職につかずブラブラしていたため、母が一家を支えていたが兄弟が多いこともあり緒形家の生活は貧しかった。その後三男が俳優を志して俳優座養成所の研究生として演技を学んでいたが、緒形が15歳の頃にプールで心臓麻痺を起こして急逝。緒形はこの三男の死をきっかけに役者の道を意識するようになったとのこと。
高校時代に新国劇の舞台に惚れ込むと仲間内で戯曲『王将』（新国劇の当時の人気演目の1つ）を行い、緒形は大阪の名棋士・坂田三吉を演じた。新国劇で同役を演じた辰巳柳太郎への弟子入りを目指したところ、三男と『王将』を書いた劇作家・北条秀司の娘がたまたま同級生だったことが分かり、そのつてで新国劇に入団することができたという。

### 芸名
芸名の「緒形拳」は恩師である劇作家の北条秀司の夫人によってつけられたもので、元々は「おがた こぶし」という読みであった。
当初は本名の緒形明伸で活動していたが怪我が多いのを心配した北条夫人から改名を提案され、芸名の候補として「緒形 寅蔵（おがた とらぞう）」が挙がったが即答はできず、「あなたの気にするところは?」と聞かれて、咄嗟に「手が大きい」と答えると「緒形 掌（おがた てのひら）」と言われるも変な名前だと首肯せず続いて、「緒形 握り拳（おがた にぎりこぶし）」は名前が長いとしてこれまたしっくりこなかったが、最終的に「緒形 拳（おがた こぶし）」と決定するも周囲の誰からも「こぶし」と読まれず、「ケンさん」と呼ばれ続けたために意に反してそちらが定着してしまった。本人の中では読み方は「こぶし」であるとしていた。
改名後は何の因果か映画『遠い一つの道』のボクサーの役が回ってくるという効果があった。

### 二人の師匠
新国劇入団後、二大看板役者だった辰巳柳太郎と島田正吾に目をかけられた緒形は、演技指導を受けて劇団のホープとして頭角を現すようになった。しかし先述の大河ドラマでの好演によりテレビ業界からオファーが舞い込むようになり、舞台とテレビがそれぞれ拘束時間が長いことから両立が難しくなった。どちらかを選ぶことになった結果、辰巳と島田の両師匠を裏切る形で新国劇を退団することとなる。
ただしその後も緒形は「自分は舞台役者」と語っており、新国劇を離れた後も島田と辰巳という二人の師匠に対する思いは終生変わらなかった。後年、二人の師匠と和解した緒形は、新国劇が70年の幕を下ろす1987年の最終公演で、辰巳の当たり役で知られた戯曲『王将』の坂田三吉を演じ、「辰巳先生に見てもらいたい」という思いで取り組んだ。
また、島田が新国劇の開祖である澤田正二郎から受け継ぎ、取り組んでいたひとり芝居『白野 シラノ』を島田の三回忌追善興行として緒形自らが受け継ぎ、2006年にシアターコクーンで演じ、結果としてこれが舞台としての最後の作品となった。

### 演技に対する姿勢と周りからの評価
長年親交があった映画評論家の垣井道弘は、「新国劇時代に豪快な演技が魅力の辰巳と、繊細な演技が得意な島田というタイプの違う二人の師匠を持ったことで、緒形さんは演技の幅の広い役者になった」と評している。また、「緒形さんは『自分は演技をすることで生きているんだ』というはっきりした考えを持った人でした。“役作り”という言葉が嫌いで、台本のセリフが自分の言葉になるまで何度も何度も読み込むのです。役を作るのではなく、役が自分に憑依するまで突き詰めていました。
緒形は“日常の全てが仕事(＝演技)に通じている”と考え、高みにたどり着くための努力を怠らない“仕事の鬼”だった。垣井によると映画『魚影の群れ』で漁師役を演じることになった緒形は、ロケの1か月前から青森県大間町に住み込み、現地の漁師と一緒に漁をして役に備えた。その後の撮影時の緒形は衣装部が用意した服ではなく、先の漁師の一人が着用していた赤いセーターを借りて出演した。
長男・緒形幹太は、「父が新国劇を辞めた後少しはプライベートの時間に余裕ができるのかと思ったが、結局映画やテレビの撮影ばかりでほとんど家にいない状態になった。たまに家にいても父は常に台本とにらめっこ。毎年盆暮れ正月だけは家族水入らずの時間を作ってくれたが、その日も時間を見つけては台本に書き込みをしていた。仕事を全身全霊でやり遂げる父は、言わば“全身俳優”でした」と後年語っている。

### 活動
- SFやミステリー、漫画に造詣が深く、テレビドラマ『迷宮課刑事おみやさん』は緒方の発案企画。ドラキュラ伯爵（の復活体）とぬらりひょんという、東西を代表する妖怪に映画で扮している。ラジオドラマで金田一耕助を演じたこともある。『咬みつきたい』公開前後の1991年には『とんねるずのみなさんのおかげです』にゲスト出演しており、「咬みつきたい」を元にしたコント劇に出た。また、エンディングでトマトジュースをとんねるずと3人で飲む際に、石橋貴明が当時緒形が出演していたキリンビールのCM曲を口ずさんだところで、緒形は「それやめて」と言った。

- 1980年代半ばよりポール・シュレイダー監督作の『Mishima: A Life In Four Chapters』など外国映画への出演も増えたが、勝新太郎が「道草しちゃだめだよ」と忠告。その際、本人は「メインストリームより田んぼのあぜ道って楽しい」と語っている。その後、活動を日本映画に戻した。

- 書家としても活動していた。1991年には初個展を開催し、書籍『臍下丹田（せいかたんでん）』を出版した。2007年8月に発売された竹内まりやのシングル『チャンスの前髪/人生の扉』の題字は、竹内のリクエストで緒形が手掛けている。

- 緒形は「自分は舞台役者」と語っており、新国劇を離れた後も島田正吾と辰巳柳太郎というふたりの師匠に対する思いは終生変わらなかった。辰巳柳太郎の当たり役で知られた戯曲『王将』の坂田三吉を演じたときは「辰巳先生に見てもらいたい」という思いで取り組んだ。また、島田正吾が新国劇の開祖である澤田正二郎から受け継ぎ、取り組んでいたひとり芝居『白野 シラノ』を島田の三回忌追善興行として緒形自らが受け継ぎ、2006年にシアターコクーンで演じた。

- 30代まではテレビドラマを中心に名を高め、40代に入ってから映画主演の仕事へ大きくシフトした。若い頃に映画主演作がほとんどなかった。晩年までテレビの仕事にも愛着を持って2時間ドラマなどもこまめに主演し、親しかった勝新太郎から「テレビなんてくだらない仕事は辞めろ」と迫られたこともある[9]。

- 1967年4月に行われた東京都知事選挙で美濃部亮吉の推薦人に名を連ねた[10]。

### 性格
堅物で生真面目な性格であった。ある時、親友の津川雅彦から若い女性との合コンに誘われた際、参加するかしないかを真剣に悩み迷った末に「雅彦、オレやっぱりどうしても行くことができない」と思いつめたような声で断りの連絡をしたという。それを聞いた津川からは、「お前がそのことで悩んだのは大きな進歩だ」（＝参加しないと思っていたが、悩んでくれただけでも大したものだ）と言われるほどであった。
また緒形に憧れた俳優の1人である奥田瑛二は、「緒形さんがスクリーン上でも私生活でもカッコつけた姿を見たことがなく、極めて自然体だったがものすごく説得力があり、その姿がかっこよく映った」と評している。
競馬にも造詣があり、2000年にJRAのCMキャラクター就任時のインタビューで、緒形はかつて福永洋一とも飲み仲間だったと述懐している。
毎年のように作家・池波正太郎に風呂の手桶を贈っていた。池波は著書の中で「緒形拳が風呂の手桶を贈ってくれるんだよね、毎年、ぼくのところに。あれも考えるんだね（笑）…（中略）…風呂の手桶って年中使っているものだから、一年ぐらいたつとタガがはずれたり、腐ってきたり、変になってくるわけだ。それで緒形も風呂桶がいいと思うんでしょう」と述べている。
またドラえもんの大ファンで、ドラえもんファン向けの専門誌『ぼく、ドラえもん』12号でインタビューにも答えている。きっかけは映画『ダンサー・イン・ザ・ダーク』を観に行った際に上映まで時間があったため、街をぶらぶらしていたときにゲームセンターにあったUFOキャッチャーにドラえもんのぬいぐるみがあり、可愛かったので試しにやってみると、意外と簡単に取れたことからドラえもんが好きになった。しかし、ドラえもんの他にのび太は知っているが、それ以外のキャラクターやドラえもんがかつて黄色い姿をしていたなどのようなストーリーや設定は知らなかった。2006年3月1日放送の『トリビアの泉 〜素晴らしきムダ知識〜』で取り上げられた際に教えられ、同番組ではドラミを「（ドラえもんの）お母さん?」と思ったり、可愛いとは思わず、渡されたドラミのぬいぐるみを床に放り捨てていた。
劇団員時代、朝丘雪路（のちの津川雅彦の妻）と付き合っていた。朝丘が父・伊東深水に会わせようと待ち合わせた日は雨で、金の無い緒形の靴は爪先の靴底が剥がれていて、靴下が濡れたまま深水に会った。緒形は自分の道を頑張るようにと励まされ、朝丘との交際は終わったとトーク番組で朝丘が話している。

### 奥田瑛二との関わり
還暦を迎える頃になると舞台に出ることが多くなり、メジャーな映画に出演することが少なくなった。この状況を知った俳優の奥田瑛二は、「緒形さんは役者として円熟味を増しているのに主演映画がないのはあまりに惜しい」と感じていた。その後、偶然2002年のCM撮影で共演した奥田は、緒形の表情を見ている内に「この人で映画を撮らないとダメだ!」との強い思いにかられた。
そうして生まれたのが映画『長い散歩』だった。皆で試写を見終えた直後、席に座っていたはずの緒形の姿がなく、奥田は「出来が気に入らなくて出ていったのかな」と不安になった。しかし数分後緒形が奥田の前に現れると「いや、恥ずかしくてさ、顔を洗っていた」と言われ、緒形が感動して涙したことに奥田は「あれは嬉しかった」と語っている。
奥田によると同作の後もう1本緒形の主演映画として『必殺仕掛人』の藤枝梅安のその後を描いた時代劇を撮る予定だった。スタッフもキャストも撮影日も決まっていたが、撮影前に緒形から「実は体調が優れなくて殺陣は無理だ」と告げられ、結局全てキャンセルになり叶わなかったとのこと。

## 出演

### 映画
- 遠い一つの道（1960年、東京映画 / 東宝）
- 間諜（1964年、東映）
- セックス・チェック 第二の性（1968年、大映） - 主演
- 積木の箱（1968年、大映）
- 風林火山（1969年、東宝）
- 永訣（わかれ）（1969年、松竹）
- 七つの顔の女（1969年、松竹）
- わが恋わが歌（1969年、松竹） - 山口瞳
- 婉という女（1971年、ほるぷ映画）
- 必殺仕掛人 梅安蟻地獄（1973年、松竹） - 主演
- 必殺仕掛人 春雪仕掛針（1974年、松竹） - 主演
- 狼よ落日を斬れ 風雲・激情篇怒濤篇（1974年、松竹）
- 砂の器（1974年、松竹）
- 太陽は泣かない（1976年）
- 八甲田山（1977年、東宝）
- 鬼畜（1978年、松竹） - 主演 ※第2回日本アカデミー賞最優秀主演男優賞[13]ほか
- 復讐するは我にあり（1979年、今村プロ / 松竹） - 主演
- 影の軍団 服部半蔵（1980年、東映）
- 復活の日（1980年、東宝）
- わるいやつら（1980年 霧プロ / 松竹）
- 太陽のきずあと（1981年、東映セントラル）
- ええじゃないか（1981年、今村プロ / 松竹） ※カンヌ映画祭招待
- 魔界転生（1981年、角川春樹事務所 / 東映） - 宮本武蔵
- 北斎漫画（1981年、松竹） - 主演
- 野獣刑事（1982年、東映） - 主演 ベルリン映画祭コンペティション
- 楢山節考（1983年、今村プロ / 東映） - 主演 ※第7回日本アカデミー賞最優秀主演男優賞[14]ほか カンヌ国際映画祭パルムドール
- 陽暉楼（1983年、東映） - 主演・太田勝造
- OKINAWAN BOY オキナワの少年（1983年、パル企画 / 東宝）
- 魚影の群れ（1983年、松竹） - 主演
- 櫂（1985年、東映） - 主演
- Mishima: A Life In Four Chapters（1985年、日本未公開のアメリカ作品） - 主演 ※カンヌ映画祭芸術貢献賞
- 薄化粧（1985年、松竹） - 主演
- 火宅の人（1986年、東映） - 主演 ※第10回日本アカデミー賞最優秀主演男優賞[15]
- 女衒 ZEGEN（1987年、今村プロ / 東映） - 主演 ※カンヌ映画祭コンペティション
- 吉原炎上（1987年、東映）
- ラブ・ストーリーを君に（1988年、東映）
- 優駿 ORACION（1988年、フジテレビ / 東宝）
- 華の乱（1988年、東映）
- 孔雀王（1988年、フジテレビ / 東宝東和） - 慈空
- 将軍家光の乱心 激突（1989年、東映） - 主演・石河刑部  ※第39回ベルリン国際映画祭招待作品
- 座頭市（1989年、勝プロ / 松竹） - 浪人
- 社葬（1989年、東映） - 主演・鷲尾平吉
- 大誘拐 RAINBOW KIDS（1991年、喜八プロ / 東宝） - 井狩大五郎（和歌山県警本部長）
- グッバイ・ママ（1991年、松竹） - 楠田真一郎
- 咬みつきたい（1991年、東宝） - 主演・石川周太郎
- 陽炎（1991年、バンダイ・松竹） - 警官
- おろしや国酔夢譚（1992年、大映 / 東宝） - 主演・大黒屋光太夫  ※サンパウロ映画祭観客賞
- 継承盃（1992年、東映） - 門田大作
- 国会へ行こう!（1993年、バンダイビジュアル） - 松平重義
- 土俵の鬼たち（1994年） - ナレーション
- さよならニッポン! GOODBYE JAPAN（1995年、ぶんか社ほか） - 主演
- GONIN2（1996年、松竹） - 外山正道
- ピーター・グリーナウェイの枕草子（1996年、イギリス / フランス / オランダ合作） - 父
- 流★星（1999年、リトルモア） - 主演・山本菊次郎
- あつもの（1999年、シネカノン） - 主演・馬野杢平  ※ペノデ映画祭グランプリ
- 殺し KOROSHI（2000年、ミュージアム） - 市原  ※カンヌ映画祭招待作品
- 歩く、人（2002年、オフィスサンマルサン） - 主演・本間信雄  ※カンヌ映画祭招待作品
- 11'09''01/セプテンバー11「おとなしい日本人」（2003年、東北新社 / フランス映画） - ナレーション（オムニバスの1本） ※ヴェネツィア国際映画祭招待作品
- ミラーを拭く男（2004年、パル企画） - 主演・皆川勤
- IZO（2004年、IZOパートナーズ） - 剣豪 ※ヴェネツィア国際映画祭招待作品
- 下弦の月〜ラスト・クォーター（2004年、松竹） - 堂島家主人
- 隠し剣 鬼の爪（2005年、松竹） - 堀将監（家老）  ※ベルリン映画祭コンペティション
- 蟬しぐれ（2005年、東宝） - 牧助左衛門
- ミラクルバナナ（2005年、ミラクルバナナ制作委員会） - 山村たか士
- 佐賀のがばいばあちゃん（2006年、アマゾン） - 豆腐屋のおじさん
- 長い散歩（2006年） - 主演・安田松太郎  ※モントリオール映画祭グランプリ
- 武士の一分（2006年、松竹） - 木部孫八郎 ※ベルリン映画祭招待作品
- ゲゲゲの鬼太郎 千年呪い歌（2008年、松竹） - ぬらりひょん  ※映画遺作

### テレビドラマ
- 新国劇アワー（1961年、フジテレビ）
- フライング・スポット（1962年2月1日、NHK総合） - 柳健次
- 帰らぬひと（1963年、朝日放送）
- 王将（1963年、フジテレビ）
- おかあさん 船着き場（1963年、TBS）
- 由井正雪（1963年、NHK総合、講談ドラマ）
- 最後の将軍 風雪（1964年、NHK総合）
- わが町 日本映画名作ドラマ（1964年、NET）
- コスモスは咲いた（1964年、フジテレビ）
- 大河ドラマ（NHK総合）
  - 太閤記（1965年）[16][17] - 主演・豊臣秀吉
  - 源義経（1966年） - 武蔵坊弁慶
  - 新・平家物語（1972年） - 阿部麻鳥
  - 風と雲と虹と（1976年） - 藤原純友[18]
  - 黄金の日日（1978年） - 豊臣秀吉
  - 峠の群像（1982年） - 主演・大石内蔵助
  - 太平記（1991年） - 足利貞氏
  - 毛利元就（1997年） - 尼子経久
  - 風林火山（2007年） - 宇佐美定満
- 暢気眼鏡 競作女優シリーズ（1967年、TBS）
- 剣（日本テレビ）
  - 剣 第2回  山犬ともぐら（1967年）
  - 剣 第20回 宗龍寺の反乱（1967年）
  - 剣 第21回 縄張（しま）（1967年）
- いとこ同士（1967年、日本テレビ）
- お庭番（1968年、日本テレビ、連続ドラマ）
- 日本剣客伝 第5話「柳生十兵衛」（1968年、NET） - 主演・柳生十兵衛
- 東芝日曜劇場（TBS）
  - 私のダイヤモンド（1968年）
  - ダンプかあちゃん（1969年）
  - 女と味噌汁その15（1970年） - 石川健一
  - 平戸にて（1972年）
  - 母の鈴（1972年）
  - 刃傷（にんじょう）（1973年）
  - そよ風ときにはつむじ風1（1992年）
  - そよ風ときにはつむじ風2（1993年）
- 一番星（1968年、日本テレビ、連続ドラマ）
- 開化探偵帳（1968年 - 1969年、NHK総合、連続ドラマ） - 主演
- 風林火山（1969年、NET、連続ドラマ） - 武田信玄 役
- 颱風とざくろ（1969年、日本テレビ、連続ドラマ） - 2回出演
- 豆腐屋の四季（1969年、朝日放送、連続ドラマ） - 主演
- 竹千代と母（1970年、日本テレビ、連続ドラマ）
- 風待ちの港（1970年、NHK総合）
- 丹下左膳（1970年、NET、連続ドラマ）
- 柳生十兵衛（1970年、フジテレビ、連続ドラマ） - 荒木又右衛門
- 湖笛（1970年、NET）
- 面影（1970年、NHK総合、銀河ドラマ） - 久世竜人
- どんとこい（1971年、日本テレビ、連続ドラマ） - 島村光一
- おゆきさん（1971年、フジテレビ、連続ドラマ）
- もう一つの傷（1971年、NHK総合）
- 24時間の男（1972年、TBS、連続ドラマ）
- 花嫁はおかみさん（1972年、フジテレビ、連続ドラマ）
- しがらき物語（1972年、NHK総合、連続ドラマ）
- 必殺シリーズ（朝日放送）
  - 必殺仕掛人（1972年 - 1973年、連続ドラマ） - 藤枝梅安 ※第10回ギャラクシー賞受賞
  - 必殺必中仕事屋稼業（1975年、連続ドラマ） - 知らぬ顔の半兵衛
  - 必殺仕業人（1976年、連続ドラマ） - 第24話（必殺シリーズ通算200回記念） - 鍼医者
  - 必殺からくり人（1976年、連続ドラマ） - 夢屋時次郎
  - 新 必殺からくり人（1977年 - 1978年、連続ドラマ） - 安藤広重、ナレーション
  - 仕事人大集合（1982年、必殺シリーズ10周年記念スペシャル） - 知らぬ顔の半兵衛 役
- 出雲の阿国（1973年、NET）
- 北の家族（1973年、NHK総合 連続テレビ小説） - ナレーション
- 雨ニモ負ケズ（1973年、北海道放送）
- 愛といのち（1973年、TBS） - 井村医師
- さよなら・今日は（1973年、日本テレビ、日本テレビ開局20周年記念番組）
- にごりえ（1973年、NET）
- ねぎぼうずの唄（1974年、NET） - 主演・北里英三郎
- ふりむくな鶴吉（1974年、NHK総合、連続ドラマ）
- 八州犯科帳（1974年、フジテレビ、連続ドラマ） - 主演・小山田左近
- 夜の王様（1975年、NHK総合、連続ドラマ）
- 霧の感情飛行（1975年、朝日放送、連続ドラマ）
- 痛快!河内山宗俊（1975年、フジテレビ） - ゲスト出演
- この町の人 帰雁（1975年、NHK総合）
- 新・座頭市（フジテレビ）
  - 新・座頭市第1シリーズ 第12話「金が身を食う地獄坂」（1976年）
  - 新・座頭市第3シリーズ 第6話「糸ぐるま」（1979年）
- 赤い激流（1977年、TBS、連続ドラマ） - 田代清司
- 近眼ママ恋のかけひき（1977年、日本テレビ、連続ドラマ）
- 土曜ワイド劇場（テレビ朝日）
  - 東京上空2000Mワレ操縦不能（1977年）
  - 歪んだ星座 受験戦争連続殺人（1979年）
  - 渓流釣り殺人事件（1979年、テレビ朝日） - 主演
  - 再婚旅行殺人事件 出雲で死んだ女（1982年） - 井村正義
  - 奥多摩殺人渓谷「釣れない魚の謎」釣部渓三郎の推理（1982年） - 主演
  - 高級コールガールの殺人（1984年） - 主演
  - 授業参観の女（1984年、テレビ朝日） - 主演
- 悪女について（1978年、テレビ朝日） - ゲスト出演・渡瀬義雄
- 大空港 第1話 - 第14話（1978年、フジテレビ）
- 獅子の如く（1978年、TBS）
- 青春の証明（1978年、毎日放送、連続ドラマ）
- 阿修羅のごとく（1979年、NHK総合、連続ドラマ） - 里見鷹男
- 見えない影（1979年、テレビ朝日） - 橋本陽一郎
- ちょっとマイウェイ（1979年、日本テレビ、連続ドラマ） - 堀田康吉
- 葉蔭の露（1979年11月9日、朝日放送） - 西村松兵ヱ
- 赤い嵐（1979年、TBS） - 山根
- さよならお竜さん（1980年、毎日放送、連続ドラマ）
- 土屋隆夫の消えた男（1980年、テレビ朝日）
- 警視-K 第11話「その人は…ママ」（1980年、日本テレビ） - 東大出のおでん屋・堀井耕作
- 怪盗鼠小僧といれずみ判官（1981年、フジテレビ）
- 青年 さらば愛しき日々よ!（1981年、日本テレビ）
- 見まわせば二人（1981年、読売テレビ、連続ドラマ） - 桂木健次
- さらば適塾（1981年、毎日放送）
- タクシー・サンバ・山田太一シリーズ（1981年、NHK総合、連続ドラマ） - 主演
- きりぎりす（1981年11月14日、関西テレビ） - 主演・有津公一郎
- 山を走る女（1981年11月19日、日本テレビ） - 神林
- 火曜サスペンス劇場（日本テレビ）
  - 名無しの探偵シリーズ - 主演
    - 名無しの探偵シリーズ1 愛の失踪（1982年）
    - 名無しの探偵シリーズ2 愛の疑惑（1983年）
    - 名無しの探偵シリーズ3 愛の復讐（1985年）
    - 名無しの探偵シリーズ4 愛の死角（1988年）
    - 名無しの探偵シリーズ5 殺意のデッサン（1989年）
    - 名無しの探偵シリーズ6 愛の虚構（1990年）
    - 名無しの探偵シリーズ7 愛の幻影（1990年）
    - 名無しの探偵シリーズ8 彼女の人生（1992年）
    - 名無しの探偵シリーズ9 ガーベラの女（1993年）
    - 名無しの探偵シリーズ10 少年（1994年）
    - 名無しの探偵シリーズ11 ガラスの少女（1995年）
    - 名無しの探偵シリーズ12 兄妹（1996年）

  - 盲点 吹雪が消した心中事件の謎（1984年） - 主演
  - 99%の誘拐（1992年） - 主演
  - 松本清張スペシャル・中央流沙（1998年） - 主演
- 不倫の女 かりそめの未亡人（1983年、テレビ朝日） - 主演
- 虹へ、アヴァンチュール（1983年、テレビ朝日） - 主演
- 炎熱商人（1984年5月3日、NHK総合）[19]
- 羽田浦地図（1984年、NHK総合）
- 原島弁護士の愛と悲しみ（1985年、TBS）
- 破獄（1985年4月6日、NHK総合）[20] - 主演・佐久間清太郎
- 受胎の森（1985年、TBS） - 主演
- 迷宮課刑事おみやさん（朝日放送） - 主演
  - 迷宮課刑事おみやさん（1985年、連続ドラマ）
  - 六本木ダンディーおみやさん（1987年、連続ドラマ）
- 炎の料理人・北大路魯山人（1987年6月30日、日本テレビ）
- TBS大型時代劇スペシャル（TBS）
  - 徳川家康（1988年） - 豊臣秀吉
  - 織田信長（1989年） - 語り
- 恋人関係（1988年、TBS、ドラマ23） - 主演
- とっておきの青春（1988年、NHK総合、連続ドラマ） - 主演
- 虹のある部屋（1988年、NHK総合） - 主演
- 海の群星（1988年11月12日、NHK総合）[21] - 主演・新城昌雄（小島屋）
- 詩城の旅びと（1989年、NHKドラマ10） - 主演
- 野望の国 嵐の章（1989年、日本テレビ）
- 外科東病棟 2（1989年、TBS） - 主演
- 旅の終りに（1989年、日本テレビ） - 主演
- 新吾十番勝負（1990年、テレビ朝日） - 語り
- サントリードラマスペシャル 失われた時の流れを（1990年3月23日、フジテレビ系） - 山辺公一
- 普通の結婚式（1990年4月6日、TBS） - 小島慎太郎
- 静寂の声 乃木希典・静子の生涯（1990年、テレビ朝日） - 主演
- 忠臣蔵（1990年12月26日、TBS） - 大野九郎兵衛 役
- 父の涙第2弾 ガン病棟八階（1991年、TBS）
- 愛はどうだ（1992年、TBS、連続ドラマ） - 主演
- 逆転報道（1992年、TBS） - 主演
- 土曜ドラマ（NHK総合）
  - 春の一族（1993年） - 主演・ 中井治郎
  - 秋の一族（1994年） - 主演・江崎史郎
  - 百年の男（1995年）[22] - 主演・国木田周平
- ポケベルが鳴らなくて（1993年、日本テレビ、連続ドラマ） - 主演
- 動く壁（1994年、フジテレビ） - 主演
- スチュワーデスの恋人（1994年、TBS） - 第2話まで特別出演
- 歪んだ季節（1995年、日本テレビ） - 主演
- 命捧げ候（1996年、NHK総合）[23] - 主演
- 母の初恋（1996年、TBS） - 主演
- ナニワ金融道（フジテレビ） - 金子高利 
  - ナニワ金融道（1996年）
  - ナニワ金融道2（1996年）
  - ナニワ金融道3（1998年）
  - ナニワ金融道4（1999年）
  - ナニワ金融道5（2000年）
  - ナニワ金融道6（2005年）
- 八月のラブソング（1996年、日本テレビ）
- 橋の雨（1996年、フジテレビ）
- 最後の家族旅行（1996年、TBS） - 主演
- 白愁のとき（1996年、TBS） - 主演
- ギフト（1997年、フジテレビ）
- 翔ぶ男（1998年、NHK総合） - 主演・青野由吉
- チョコレート革命（1998年、NHK BS2）
- 春の惑星（1999年、TBS） - 主演
- 古畑任三郎スペシャル第27回「黒岩博士の恐怖」（1999年、フジテレビ） - 黒岩健吾
- ディア・フレンド（1999年、TBS） - 主演
- カノン（2000年、テレビ朝日） - 主演
- 聖徳太子（2001年、NHK総合） - 蘇我馬子
- 命捧げ候（2002年、NHK総合） - 主演
- 焼け跡のホームランボール（2002年、NHK BS9） - ナレーション
- ブラックジャックによろしく（2003年、TBS、連続ドラマ） - 服部脩
- タイムリミット （2003年6月25日、TBS） - 加山守 役 [24]
- 血脈（2003年、テレビ東京）
- Et Alors－エ・アロール－（2003年、TBS、連続ドラマ） - 立木重雄 役
- ひまわりさん（TBS） - 主演
  - ひまわりさん（2004年）
  - ひまわりさん2（2005年）
- 人間の証明（2004年、フジテレビ） - 那須英三郎
- 青春の門－筑豊篇－（2005年、TBS）
- 瑠璃の島（日本テレビ）
  - 瑠璃の島（2005年、連続ドラマ）
  - 瑠璃の島SPECIAL 2007（2007年）
- いくつかの夜（2005年、TBS） - 主演
- セーラー服と機関銃（2006年、TBS、連続ドラマ） - 三大寺一
- 帽子（2008年、NHK広島放送局開局80周年ドラマ） - 主演
- 風のガーデン（2008年、フジテレビ、連続ドラマ） - 白鳥貞三  ※テレビドラマ遺作[25]

### 舞台
- 遠い一つの道（1960年） ※デビュー作
- 横堀川（1966年）
- 花の吉原百人斬り（1966年）
- 元禄忠臣蔵（1966年）
- 明治百年（1967年）
- 華やかな夜景（1970年）
- 春の坂道（1972年）
- 業平 金庫破り（1972年）
- 浪花かんざし 恋の勝負師（1972年）
- ケイトンズヴィル事件の9人（1972年）
- 朱鷲の墓（1973年）
- 北斎漫画（1973年）
- おんにょろ盛衰記（1974年、結城座）
- 王将（1975年）
- 淫乱斎英泉（1975年）
- 狐狸狐狸ばなし（1975年）
- 必殺仕掛人（1975年）
- 浮世絵 女ねずみ小僧（1975年）
- 悲しき恋泥棒（1976年）
- 西郷札（1976年）
- 日本人萬歳（1977年）
- 座頭市物語（1978年）
- 鶴八鶴次郎（1978年）
- 因果小僧六之助（1978年）
- 祭りの笛（1979年）
- 極付 国定忠治（1979年）
- 空白の影（1979年）
- 関の弥太っぺ（1979年）
- 水の流れ（1979年）
- 新座頭市物語 糸ぐるま（1979年）
- 新座頭市物語 市の耳に子守歌（1979年）
- 人生劇場 吉良常篇（1979年）
- 喧嘩富士 新場の兄弟（1979年）
- 瞼の母（1980年）
- 建礼門院 平家物語より（1985年）
- 一本刀土俵入り（1987年）
- 極付国定忠治 赤城天神山より土蔵捕物まで（1987年）
- 信濃の一茶（1993、2001年)
- 大菩薩峠（1994年）
- リチャード三世（1995年、銀座セゾン劇場/松竹）
- スカイライト（英語版）（1997年、パルコ）
- ゴドーを待ちながら（2000、2002、2003年、Bunkamura）
- 風狂伝'02（2002年）
- 子供騙し（2002、2005年、トム・プロジェクト）
- 60歳のラブレター（2002年）- 朗読劇
- 白野（2006、2007年、Bunkamura）

### 吹き替え
- ライラの冒険 黄金の羅針盤（2008年） - イオレク・バーニソン

### ドキュメンタリー
- 風花の中に散った流星 名馬テンポイント（1978年、関西テレビ） - ナレーション[26]
- 大黄河（1986年、NHK総合） - ナレーション
- ネイチャリングスペシャル 神々の峰・アンデス大自然行（1986年、テレビ朝日）
- ネイチャリングスペシャル 風の谷・虹の村 スペイン・バスクの365日（1989年、テレビ朝日）
- TBS創立40周年記念番組 萬里の長城（1991年、TBS）
- 緒形拳のアマゾン紀行 闘い、シコ・メンデス（1992年8月27日、NHK総合）[27][28]
- ネイチャリングスペシャル 印度漂流（1994年、テレビ朝日）
- TBSテレビ開局40周年記念特別企画 日本海大紀行（1995年、TBS）
  - 日本海大紀行 第一夜〜ロシア沿海州をゆく〜
  - 日本海大紀行 第二夜〜母なる海へ!朝鮮半島を縦断する〜
  - 日本海大紀行 第三夜〜母なる海へ!日本海大回廊をゆく〜
- 大型紀行スペシャル 灼熱シルクロード 緒形拳ユーラシア大陸横断列車の旅（1998年、TBS）
- 大アフリカ（2000年、TBSビジョン・BS-i）- ナレーション
- 素敵な宇宙船地球号（2004年 - 2008年、テレビ朝日） - ナレーション
- 遙かなる大仏への道（2004年12月31日、テレビ大阪）
- 芸は人ナリだぞ!〜師・島田正吾から緒形拳への遺言〜（2005年4月23日、テレビ東京）
- プラネットアース（2006年 - 2007年、NHK総合）

### CM
- 味の素「シューマイ&ハンバーグ」（1974年昭和49年頃[いつ?]）
- 三菱電機「ビデオ フリーファンタス」（1980年代前半）
- ヤンマー（1960年代）
- 新潮社「新潮文庫の100冊・拳骨で読め乳房で読め」他（1984年）
- グンゼ「GQ-1」（1989年）
- 埼玉銀行→協和埼玉銀行→あさひ銀行（現・りそな銀行。1980年代 - 1990年代始め[いつ?]） - 埼玉銀行時代には、幼少時の高嶋ちさ子と共演したシリーズがある。
- 北海道セルラー（1990年）
- KIRIN「一番搾り」初代CMキャラクター（1990年 - 1995年）[29]
- NTTグループ（1993年 - 1995年）
- JT「私は捨てない スモーキングクリーンキャンペーン」他（1996年 - 1997年）
- TOYOTA「コロナ プレミオ」（1996年 - 1998年）
- AOKI（1997年 - 1999年）
- 三洋電機「エアコンCLOVER」「洗濯機ひまわり」「冷蔵庫クールカーテンで氷温新鮮組」（1999年）
- カゴメ「六条麦茶」（2000年）
- JRA「私を楽しむ。それが競馬」（2000年）
- ネスレジャパン「違いを楽しむ人」（2002年）
- 日本コカ・コーラ「一」（2006年 - 2008年）
- みずほ銀行「HAPPY BANK DAY TO YOU!」（2007年 - 2008年）
- セイコーエプソン「カラリオ」（2008年10月） - 生前最後の出演CMということもあり、11月末まで本編とメイキングが同社の公式サイトで公開されていた。

### その他
- NHK紅白歌合戦（NHK総合・ラジオ第1）
  - 第16回（1965年12月31日） - 審査員
  - 第32回（1981年12月31日） - 審査員
- JR東海「青年ジャパン。テイクアチャンス」（1989年） - JR東海がリクルートを通じて、新卒求人向けに配布したビデオ。
- 見える歴史（2008年、NHK教育） - ジョーモン 役・声の出演
- MEN'S EX（2008年9月号、世界文化社、表紙・インタビュー）
- 竹内まりや『チャンスの前髪/人生の扉』のCDジャケット題字
- 映画『寝ずの番』題字
- 写真集『Gackt 龍の化身』プロローグ
- DVD『Gackt 天駆ける龍の如く』題字

## 受賞歴
- ギャラクシー賞（1973年）『必殺仕掛人』
- 第21回ゴールデン・アロー賞 大賞

## 著書・評伝
- 『地球を歩く』 全国朝日放送、1989年4月（ISBN 4881311239） - 「ネイチァリングスペシャル・アンデス編」をまとめたもの。共著。
- 『恋慕渇仰』 東京書籍、1993年10月（ISBN 4487790654） - エッセイと書をまとめた1冊。
- 『臍下丹田―緒形拳作品集』 東京書籍、1998年6月（ISBN 4487793300） - 直筆サイン、落款、番号入りの1000部限定版。
- 『緒形拳 書』（図録）可必館 京都現代美術館、2004年7月- 筆の里工房書展作品、制作アルバム（写真）。
- 『緒形拳を追いかけて』 ぴあ、2006年2月（ISBN 4835616200） - （垣井道弘による評伝）。
- 『地球徒歩トボ－「プラネット アース」で見た絶景－』 学習研究社、2007年3月（ISBN 978-4-05-403314-6） - 写真エッセイ（写真は岡田満世）。
- 『NHK知る楽 こだわり人物伝 花菱アチャコ、緒形拳』日本放送出版協会、2009年6月（ISBN 978-4-14-189522-0） - 「振り子を大きく」緒形死後の垣井道広による評伝
- 『緒形拳からの手紙』小池邦夫監修、文化出版局、2010年

## 書展
- 「筆にこだわる」（2004年7月17日 - 9月26日、広島県安芸郡熊野町筆の里工房にて）

## 栄典
- 紫綬褒章
- 旭日小綬章（2008年10月5日付）